# Kenny Doughty
Kenny Doughty (ur. 27 marca 1975 w Barnsley, South Yorkshire, Anglia) – brytyjski aktor. Jego żoną jest aktorka Caroline Carver.

## Filmografia

### Filmy fabularne
- 1998 Pragnę cię jako przyjaciel Smokey
- 1998 Stacja: miłość jako Gus Gascoigne
- 1998 Elżbieta jako sir Thomas Elyot
- 1998 Bicie serca jako Barry Hadfield (1 odcinek)
- 1998 Dinnerladies jako Clint (1 odcinek)
- 1999 Tytus Andronikus jako Quintus
- 1999 Opowieść wigilijna jako młody Scrooge
- 2000 Modlitwa kochanka jako Denis
- 2001 Wpadka jako Jed Willis
- 2002 Sunday jako Para 027
- 2002 Żądza krwi jako Jason (2 odcinki)
- 2003 The Second Coming jako PC Simon Lincoln
- 2003 Servants jako William Forrest
- 2003 Opowieści kanterberyjskie jako Danny Absolon
- 2003 Gifted jako Jamie Gilliam
- 2004 Mój pierwszy ślub jako Nick
- 2004 Aryjska para jako Hans Vassman
- 2005 VI Batalion jako Pitt
- 2002 Funland jako Liam Woolf
- 2006 Kenneth Williams: Fantabulosa! jako Joe Orton
- 2007 Don’t Stop Dreaming jako Ringo Lennon
- 2007 Irreversi jako David
- 2009 City Rats jako Olly O’Neil

### Seriale TV
- 2015–2023: Vera jako DS Aiden Healy